# Salesianos Alameda
El Centro Educativo Salesianos Alameda, conocido también como Colegio Salesianos Alameda, es una institución educativa chilena fundada el 14 de noviembre de 1891 y es reconocida como cooperadora de la función educadora del estado de Chile por la Ley 12446 del 19 de noviembre de 1957.
La institución se emplaza dentro de un área de protección patrimonial por ser declarada como zona típica; el establecimiento está ubicado específicamente entre la Avenida Ricardo Cumming por el oriente, la Avenida Libertador Bernardo O'Higgins (Alameda) por el sur, la calle General Bulnes por el poniente y la calle Romero por el norte. En su costado sur, se ubica la «Iglesia de la Gratitud Nacional». 

## Historia

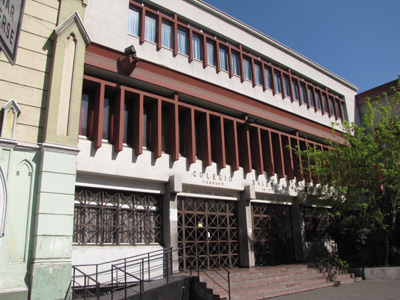
Acceso principal del Colegio Salesianos Alameda a un costado del Santuario de La Gratitud Nacional en Santiago

### Fundación
La orden de los Salesianos de Don Bosco bajo la dirección del sacerdote Miguel Rúa, quien fuera el primer sucesor de Don Bosco, tras la insistencia del arzobispo de Santiago, Mariano Casanova, cumplió la promesa hecha al santo italiano y envió a los salesianos en Chile al entonces llamado «Asilo de la Patria», el cual era un templo del pueblo chileno en agradecimiento a Dios por la paz obtenida tras la Guerra del Pacífico. Es así como los Salesianos tomaron posesión de la obra y fundaron el 14 de noviembre de 1891 una escuela al costado del templo, ubicada en la esquina de la Alameda de las Delicias con Avenida de los Padres en el centro de la ciudad de Santiago. Su primer director fue el sacerdote y misionero Domenico Tomatis, al que acompañaban otros nueve salesianos en Chile.

### La Escuela Profesional Salesiana La Gratitud Nacional
Su primer director fue el sacerdote Domingo Tomatis, alumno de Don Bosco en el oratorio de Turín. La obra fue oficialmente inaugurada el 6 de enero de 1892 como la «Escuela Profesional Salesiana de La Gratitud Nacional» (E.P.S. G.N.) con la asistencia del presidente de la República de la época Jorge Montt, el obispo monseñor Juan Cagliero y el obispo de Ancud Juan Lucero. La escuela técnica comenzó con cuatro talleres —herrería, mueblería, sastrería y zapatería— y en 1897 se añadió imprenta y encuadernación a la formación. Fueron 180 los primeros alumnos.

### El Liceo Juan Bosco
Entonces existía una gran demanda de liceos en Chile; por eso, inició sus funciones el «Liceo Juan Bosco» (L.J.B.) en 1929, cuando se creó el primer ciclo de humanidades, que entregó formación de disciplinas académicas como complemento a la formación técnico profesional. En 1944 se inició el segundo ciclo de humanidades y en 1946 se inauguró el «Auditorium Don Bosco». En 1956 se construyó un edificio de cuatro pisos para una librería y la casa de la comunidad religiosa.

### El Centro Educativo Salesianos Alameda
La fusión oficial de las dos escuelas se estableció según la Resolución Exenta n.º 4909 del año 2007. Antes de ello, la institución era conocida como el «Colegio Salesianos Alameda», que representaba a los históricos nombres de las escuelas de «La Gratitud Nacional» y el «Liceo Juan Bosco», pero desde ese mismo año la denominación oficial correcta para la institución consolidada es la de: «Centro Educativo Salesianos Alameda».
El Centro Educativo Salesianos Alameda entrega servicios educativos como escuela de subvención compartida en dos modalidades: modalidad científico humanista y modalidad técnico profesional, con las especialidades de mecánica industrial, electricidad, electrónica, electromecánica y telecomunicaciones. Es un colegio particular subvencionado con jornada escolar completa, con alumnos provenientes en su mayoría de las comunas del Gran Santiago.

## Actualidad
El colegio cuenta con una matrícula de cerca de 1750 alumnos varones distribuidos entre el séptimo año de enseñanza básica hasta el cuarto año de enseñanza media científico-humanista y técnico-profesional, con cerca de 80 profesores distribuidos en las diferentes áreas de aprendizaje.
Para cubrir los requerimientos del sistema preventivo salesiano, el centro educativo cuenta una vasta infraestructura; con salas de clases con equipos audiovisuales, dos gimnasios, multicanchas, un auditorio, una sala de comedor, salones de música y de arte, ocho laboratorios, una biblioteca y una capilla para sus actividades académicas y también extracurriculares.
El Centro Educativo Salesianos Alameda posee un archivo multimedia y tanto alumnos como docentes y administrativos trabajan con la documentación para que su uso sea público. Asimismo, en la Biblioteca Nacional de Santiago y en el Museo Histórico Nacional, cuenta con un registro bibliográfico que está a disposición pública.

## Archivo a la memoria

### La tragedia de Lo Valdés
El 7 de julio de 1953, un grupo de 21 alumnos de cuarto y quinto de humanidades del Liceo Juan Bosco, junto con el profesor Juan Alcaíno y el sacerdote salesiano Livio Morra, realizaron un paseo al «Refugio Don Bosco», ubicado en el sector Lo Valdés en el Cajón del Maipo, distante a 77 km de la capital chilena. En una excursión en la zona, un repentino cambio del clima generó una tormenta y una avalancha de nieve que provocó la muerte de los 23. Es quizás una de las mayores pérdidas a nivel nacional según los medios de comunicación de la época.
Para conmemorar este hecho, existe en Lo Valdés un monolito con una inscripción con los nombres de las víctimas y una cruz en remembranza del suceso. También existe un memorial en el edificio de acceso al Centro Educativo Salesianos Alameda, donde se exhibe un cuadro con una placa conmemorativa de la tragedia.

El cuadro muestra una imagen de la Virgen María Auxiliadora y una flor marchita sobre el lugar de la tragedia, rodeada de las fotografías de las 23 víctimas del accidente. La placa contiene las siguientes palabras:
"La montaña que los impulsó a subir, retuvo para siempre a estos 23 hijos del Liceo Juan Bosco en los pliegues inmaculados de su manto, para ofrecerlos a Dios, el 7 de julio de 1953, en Lo Valdés".
Lista de los fallecidos:
1. Acevedo Cornejo, Hernán
2. Alcaíno Valenzuela, Juan (profesor)
3. Bassino Galli, Juan
4. Bracchi Zanferli, Víctor
5. Briones Cordero, Hernán
6. Bustamante Recabarren, Félix
7. Cuevas Chávez, Pedro
8. De Sasia Uriarte, Narkis
9. Donoso Morales, Aliro
10. Frías Romero, René
11. García Valdés, Carlos
12. Hernández Figueroa, Francisco
13. Lacasia Guzmán, Enrique
14. Morra Gavatorta, Livio (sacerdote salesiano)
15. Pagliettini Bracco, Julio
16. Pérez Bórquez, Jorge
17. Pino Zapata, Claudio
18. Pita Rubio, Mario
19. Rojas Salgado, Renato
20. Rubilar Dávila, Patricio
21. Sanguinetti Marchi, Benito
22. Tocigl Jiménez, Antonio
23. Torres Martínez, Hugo

## Aportes histórico-culturales (Selección)

### Impresiones de la Escuela Lito-tipográfica
- Páginas íntimas, de Nicolasa Montt de Marambio, 1906
- Colección de Discursos de Abdón Cifuentes, Tomo Primero, 1916
- Mis pensamientos sobre el club de señoras de Santiago de Chile, de Francisco Javier Ovalle Castillo, 1918
- Necesidad de que los colegios y escuelas católicas continúen su acción sobre las exalumnas, en 'Relaciones y documentos del Congreso Mariano Femenino', pp. 193-195. de Adela Edwards Salas 1918
- Revista “Urbanismo y Arquitectura”, Asociación de Arquitectos de Chile. n.º 7,8,9 y 10. 1939-1940[29]
- Club Deportivo Magallanes: Memorias históricas, de Fernando Larraín M., 1940
- Primer siglo cristiano de la Isla de Pascua, 1864-1964, de Sebastián Englert, 1964
- La Revolución de los tenientes. Ruidos de sables, de Raúl Aldunate Phillips, 1970

### Producción de la Escuela de Mueblería
- Monumento Nacional, Iglesia de los Sacramentinos. Parqué, bancos, púlpito, sillería de coro y confesionarios, 1930[30][31]

### Personas destacadas
- cardenal Raúl Silva Henríquez (sacerdote salesiano y director)
- Francisco de Paula Echaurren García-Huidobro (mentor Templo de la Gratitud Nacional)
- Juan Andrés de Ustáriz (inversionista Ermita de San Miguel)
- Ramón Ángel Jara (fundador del "Asilo de la Patria de Nuestra Señora del Carmen")
- Egidio Viganò (sacerdote salesiano y profesor)
- monseñor Abraham Aguilera Bravo (sacerdote salesiano)
- Jaime Rodríguez (ex juez y ministro de la República, abogado y profesor universitario)
- Héctor Vargas Bastidas (sacerdote salesiano y rector)
- Manuel Acuña Peña (sacerdote salesiano, autor y profesor de textos de la Historia de Chile)
- Jaime Antonio Morales Bustos (Profesor y fundador de la ciudad de Angol)

## Literatura
- Congreso Eucarístico Nacional, VIII (1941). Centenario de la obra de San Juan Bosco y Cincuentenario de la fundación de “La Gratitud Nacional”: 1841-1891-1941. VIII Congreso Eucarístico Nacional 1941. Santiago.[32]
- Ceria, Eugenio (1943). Annali della Societa Salesiana. Rettorato di Don Michelle Rúa (en italiano). Societá Editrice Internazionale.
- Centro de Investigaciones Sociológico-Religiosas (1962). Anuario de la iglesia en Chile 1962-1963. Talleres Gráficos de la Universidad Católica de Chile.
- Acuña Peña, Manuel (1975). La Gratitud Nacional, entre la cañada y el metro. Escuela Lito-tipográfica Salesiana La Gratitud Nacional. Editorial Salesiana.[33]
- Borrego, Jesús (1992). Epistolario de Domenico Tomatis. Roma: Istituto Storico Salesiano. ISBN 88-213-0225-3.
- Home Valenzuela, David (2006) Los huérfanos de la guerra del pacífico: El "Asilo de la Patria" 1879-1885. LOM Ediciones.  ISBN 978-956-244-188-9.